# Coleophora concolorella
Coleophora concolorella é uma espécie de mariposa do gênero Coleophora pertencente à família Coleophoridae.